# 남해군·하동군 (1973년 선거구)
남해군·하동군은 대한민국의 옛 국회의원 선거구이다. 당시 경상남도 남해군, 하동군 지역을 관할했다.

## 역사
제9대 국회의원 선거를 앞두고 남해군 선거구와 하동군 선거구가 통합되면서 신설되었다.
제13대 국회의원 선거를 앞두고 소선거구제가 시행되었다. 이에 남해군·하동군 선거구는 관할 구역을 유지하면서 1인 선거구로 개편되었다.

## 역대 국회의원
| 선거   | 정당 | 정당       | 1위 의원 | 정당 | 정당       | 2위 의원 |
| ------ | ---- | ---------- | -------- | ---- | ---------- | -------- |
| 1973년 |      | 민주공화당 | 신동관   |      | 신민당     | 문부식   |
| 1978년 |      | 민주공화당 | 신동관   |      | 무소속     | 최치환   |
| 1981년 |      | 민주정의당 | 박익주   |      | 무소속     | 이수종   |
| 1985년 |      | 민주정의당 | 박익주   |      | 한국국민당 | 최치환   |

## 역대 선거 결과

### 대한민국 제9대 국회의원 선거
|  | 35.26% |

|  | 25.97% |

|  | 25.23% |

|  | 13.52% |

### 대한민국 제10대 국회의원 선거
|  | 32.37% |

|  | 27.02% |

|  | 20.65% |

|  | 13.19% |

|  | 4.18% |

|  | 2.57% |

### 대한민국 제11대 국회의원 선거
|  | 37.67% |

|  | 33.92% |

|  | 20.16% |

|  | 5.52% |

|  | 2.71% |

|  | 0% |

### 대한민국 제12대 국회의원 선거
|  | 43.34% |

|  | 18.26% |

|  | 17.85% |

|  | 11.88% |

|  | 8.64% |